# Independence megye
Independence megye az Amerikai Egyesült Államokban, azon belül Arkansas államban található. Megyeszékhelye és legnagyobb városa Batesville. Lakosainak száma 37 938 fő (2020. április 1.). Independence megye Sharp, White, Lawrence, Jackson, Cleburne, Stone és Izard megyékkel határos.

## Népesség
A megye népességének változása:
| Lakosok száma | 36 805 | 36 849 | 37 020 | 36 997 | 37 052 | 37 938 |
|               | 2010   | 2011   | 2012   | 2013   | 2015   | 2020   |